# Haus Erwitte

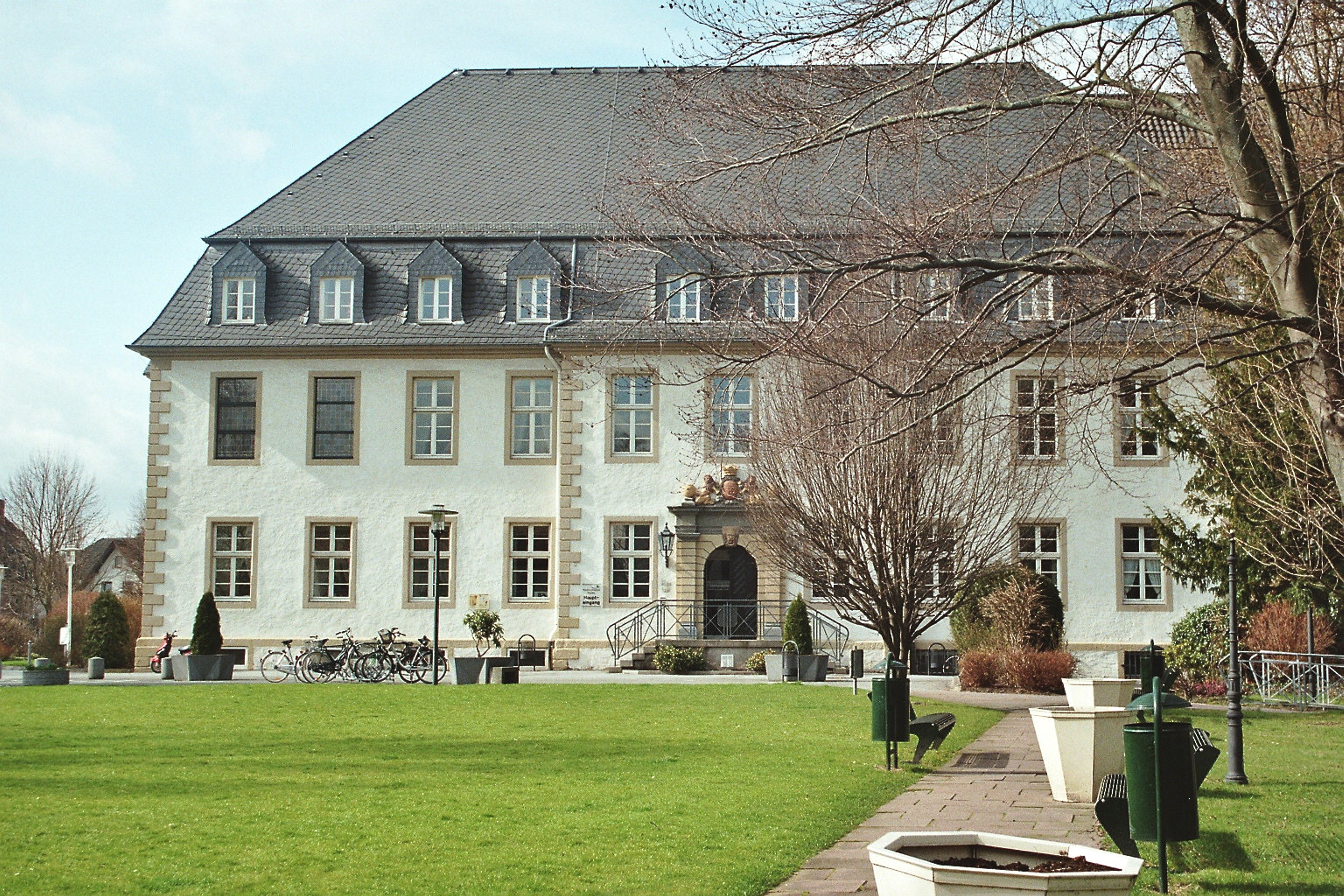
Haus Erwitte

Haus Erwitte wurde zwischen 1701 und 1703 im barocken Stil in Erwitte erbaut. Es beherbergt heute ein Krankenhaus. 
Ursprünglich stand hier der Stammsitz der Herren von Erwitte, urkundlich seit 1188 belegt. Durch Heirat kam der Besitz später an die Familie Droste zu Schwenkhausen, die sich fortan Droste zu Erwitte nannte. Sie ließ 1502 in Erwitte in unmittelbarer Nähe des Schlosses Erwitte einen ebenfalls schlossähnlichen Wohnsitz erbauen. An dieser Stelle wurde zwischen 1701 und 1703 ein barocker Neubau errichtet. Baumeister war möglicherweise Nikolaus Wurmstich aus Lippstadt.
Haus Erwitte ist ein großer rechteckiger Bau mit elf Fensterachsen. Allein der Mittelrisalit mit einem eindrucksvollen Portal umfasst drei Fensterachsen. 
Das Gebäude ging durch Heirat in den Besitz der Familie von Hörde über. Die letzte Besitzerin schenkte 1860 das Gebäude der örtlichen Pfarrei mit der Maßgabe dort ein Krankenhaus zu errichten. An das historische Haus wurden im 19. und 20. Jahrhundert mehrfach Erweiterungsbauten für das Marienhospital angebaut. Haus Erwitte brannte 1924 ab und wurde 1925 leicht verändert wieder aufgebaut. 